# Outlook Web Access
Outlook Web Access, Outlook Web App (OWA) – strona internetowa umożliwiająca dostęp do konta pocztowego utworzonego na serwerze Microsoft Exchange za pomocą przeglądarki internetowej. 

## Działanie
Dostęp do kont pocztowych w OWA realizowany jest poprzez graficzny interfejs. OWA będące częścią Microsoft Exchange Server nie wymaga od  użytkownika dodatkowej konfiguracji, a tylko podania loginu i hasła. Interfejs graficzny OWA jest zbliżony wyglądem do Microsoft Outlook. OWA jest rozwiązaniem alternatywnym dla klienta pocztowego (MS Outlook) wymagającego instalacji w systemie operacyjnym urządzenia. OWA można używać tylko wówczas, gdy urządzenie jest podłączone do sieci komputerowej.

## Funkcje
OWA udostępnia użytkownikowi wielu funkcjonalności m.in.:
- wysyłanie i odbieranie wiadomości,
- prowadzenie kalendarza i aktualizacja przypomnień,
- aktualizacja zadań,
- dostęp do folderów niestandardowych,
- dostęp do kontaktów.